# 재독폴인동맹
등록협회 재독폴인동맹(폴란드어: Związek Polaków w Niemczech, 독일어: Bund der Polen in Deutschland e.V.)은 전간기 독일(바이마르 공화국)의 소수민족으로서의 폴인들의 이익단체로서 설립된 단체다. 1922년 설립되었고, 1924년 다른 소수민족 단체들과 합동하여 상급단체로서 재독소수민족연합회를 결성했다. 1939년 폴란드를 침공한 나치 독일은 1940년 2월 27일 이 단체를 불법화하고 상근활동가 1200여명을 강제수용소로 보냈다.
1945년 이후 재건되었으나 전쟁 이전과 같은 영향력을 갖지는 못했다. 1950년, 재독 폴인 단체는 폴란드 인민공화국 공산정부를 승인하기를 거부한 등록협회 재독폴인동맹(Bund der Polen in Deutschland e.V.)과, 공산정부를 승인하고 공산정부와 교류를 튼 폴인통합동맹(Bund der Polen Zgoda)으로 분열되었다. 1991년 공산권이 붕괴하면서 양대 단체는 재결합했고, 재건 재독폴인동맹은 현재 유럽민족연방연합(FUEN)에 가맹하고 있다.